# Parisus luteipennis
Parisus luteipennis är en tvåvingeart som först beskrevs av Mario Bezzi 1924.  Parisus luteipennis ingår i släktet Parisus och familjen svävflugor. Inga underarter finns listade i Catalogue of Life.